# ولستون (اوهایو)
ولستون(به انگلیسی: Wellston) شهری در ایالت اوهایو کشور ایالات متحده آمریکا است که جمعیت آن در سرشماری سال ۲۰۱۰ میلادی، ۵٬۶۶۳ نفر بوده‌است.